# Dreamer (The Jacksons)
Dreamer è un brano scritto da Kenneth Gamble e Leon Huff ed interpretato per la prima volta dal gruppo musicale statunitense The Jacksons nel 1976 nell'album The Jacksons. La canzone fu estratta come terzo ed ultimo singolo il 24 marzo 1977.

## Tracce
Versione 7"
1. Dreamer – 3:03 (Kenneth Gamble, Leon Huff)
2. Good Times – 4:57 (Kenneth Gamble, Leon Huff)